# ゴールデン・キックボクシング
『ゴールデン・キックボクシング』は、1970年10月4日から1976年3月27日まで日本テレビ系列局で放送されていた日本テレビ製作のスポーツ中継番組である。

## 放送時間
いずれも日本標準時。
- 日曜19:00 - 19:30 （1970年10月4日 - 1971年3月28日）
- 日曜18:00 - 18:30 （1971年5月 - 1974年3月）
- 土曜18:00 - 18:30 （1974年4月 - 1975年9月27日）
- 土曜17:30 - 18:00 （1975年10月4日 - 1976年3月27日）

当時日本テレビ系列局の無かった石川県では、北陸放送（TBS系列）で1972年4月2日まで日曜 18:00 - 18:30にて放送されていた。

## 出演者
- 解説：安部直也、中根和夫
- 実況：徳光和夫（当時日本テレビアナウンサー）